# Lee Iacocca
Lido Anthony Iacocca dit Lee Iacocca, né le 15 octobre 1924 à Allentown (Pennsylvanie) et mort le 2 juillet 2019 à Bel Air (Los Angeles), est un entrepreneur et chef d'entreprise américain, principalement connu pour avoir dirigé Ford Motor Company de 1970 à 1978 puis Chrysler de 1978 à 1992.

## Biographie

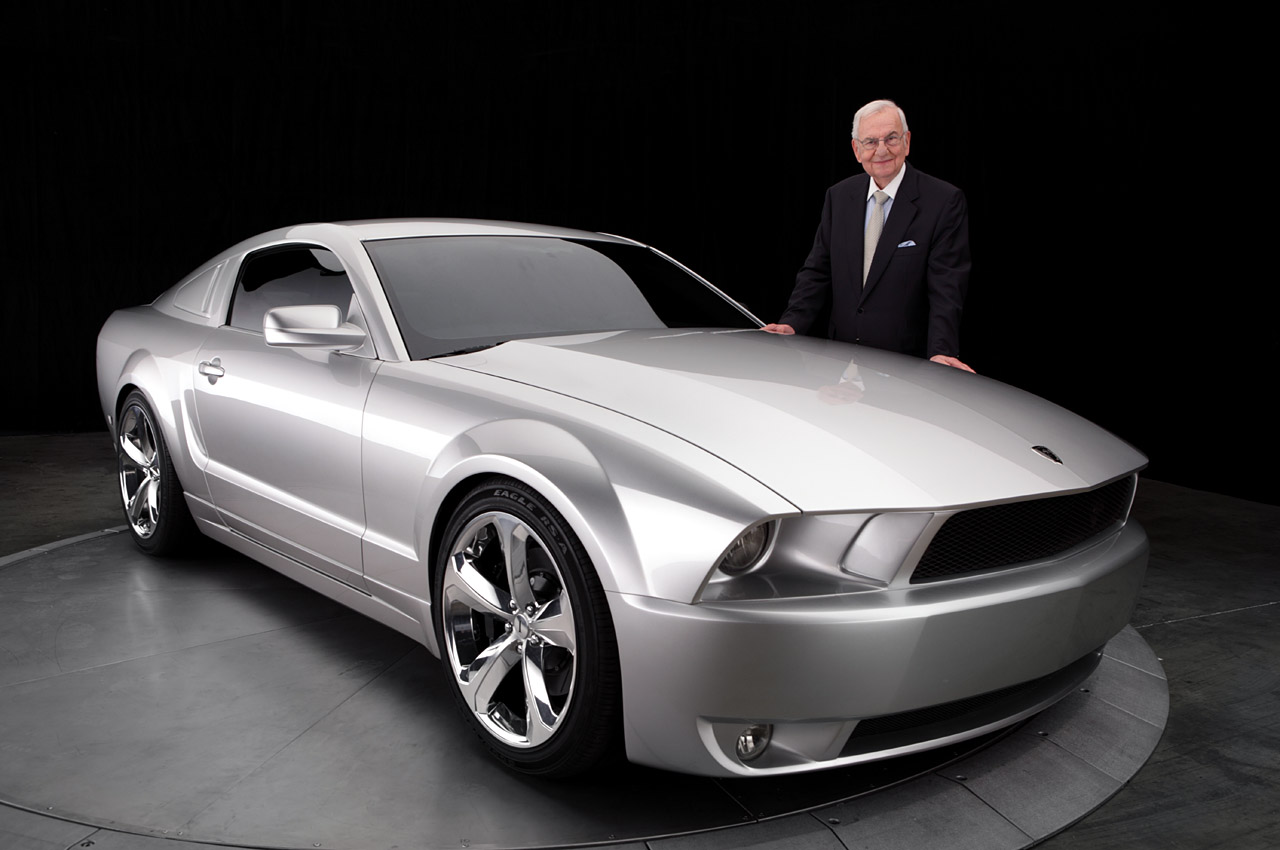
Lee Iacocca et l'exemplaire n° 1 (sur 45) de la Iacocca Silver 45th Anniversary Edition Ford Mustang (2009).

Ingénieur de formation, Lee Iacocca commence sa carrière chez Ford en août 1946. Il y restera jusqu'en juillet 1978. Il en intègre les services commerciaux avant de gravir les échelons hiérarchiques jusqu'à devenir président de la Ford Motor Company (FoMoCo) . La Ford Mustang notamment a été lancée en 1964 sous sa responsabilité.
Après son éviction de Ford Motor Company, il entre chez Chrysler. « En 1978, le groupe est au bord de la faillite, lorsque Lee Iacocca en reprend la direction. Il sera l'homme providentiel. Dès 1987, l'entreprise équilibre ses comptes et entame immédiatement une éclatante offensive en rachetant Lamborghini, puis American Motors. Au prix de mesures drastiques, mais aussi grâce à un prêt fédéral, on peut parler de « miracle Chrysler ». Avant de devoir quitter la firme, Iacocca aura le temps de la faire basculer dans la modernité, en lançant des modèles à traction, en pariant sur le monospace Voyager et enfin en revenant à la conquête des marchés européens ».
Il apporte son soutien au candidat du Parti républicain, Mitt Romney, lors de l'élection présidentielle américaine de 2012.

### Mort
Lee Iacocca meurt de complications de la maladie de Parkinson chez lui à Bel Air (Los Angeles), à l'âge de 94 ans, le 2 juillet 2019.

## Filmographie
- 2019 : Le Mans 66 de James Mangold (interprété par Jon Bernthal dans le rôle de Lee Iacocca)